# Jakob Dylan
Jakob Luke Dylan (Nova York, 9 de dezembro de 1969) é vocalista, e principal compositor da banda The Wallflowers além de filho do cantor Bob Dylan com Sara Dylan.
Sua banda atingiu o topo das paradas com o single "One Headlight", em 1996. Outro grande momento na vida de Jakob foi a regravação de "Heroes", de David Bowie, em 1998, para o filme Godzilla.
Em 2006 gravou o single "Here Comes Now", que fez parte da trilha do seriado Six Degrees, e mais recentemente (em 2008) lançou seu primeiro cd solo, intitulado "Seeing Things", que foge um pouco a padrão pop/rock que consagrou o Wallflowers, pendendo para canções de formato mais acústico, com presença de violões e arranjos que lembram o estilo folk/country.